# Брадфорд (окръг, Пенсилвания)
Окръг Брадфорд (на английски: Bradford County) е окръг в щата Пенсилвания, Съединени американски щати. Площта му е 3007 km², а населението - 60 853 души (2017). Административен център е град Тоуанда.